# Centre de référence sur les agents tératogènes
Le CRAT (Centre de Référence sur les Agents Tératogènes) est une structure publique financée par l'AP-HP et ANSM,. Créé en 1975 et situé au sein de l'Hôpital Armand-Trousseau à Paris, le centre a pour principale mission d'informer les professionnels de santé (médecin, pharmacien, sage-femme...) sur les effets tératogènes de certains médicaments, vaccins, irradiation médicale (et produits de contrastes) ainsi que sur les addictions, pendant la grossesse et l’allaitement, que l'exposition soit maternelle et/ou paternelle. Son site internet est ouvert au public.

## Gouvernance
Le CRAT est indépendant de l’industrie pharmaceutique, et pour cela exclusivement public. 
Son site internet (où toute forme de publicité est interdite) a été créé avec l'aide du Fonds de Promotion de l’Information Médicale et Médico-économique (FOPIM) grâce à une subvention de 3 ans accordée au CRAT en novembre 2004  ,.

## Médicaments tératogènes et mises en garde
Le CRAT formule trois types de mises en garde, en fonction du type de médicaments tératogènes,.

### Médicaments tératogènes à proscrire pendant au moins les 2 premiers mois de grossesse, et si possible au-delà, sauf indication exceptionnelle
- Acide valproïque
- Acitrétine
- Isotrétinoïne par voie orale
- Misoprostol
- Mycophénolate
- Thalidomide
- Antimitotiques : Méthotrexate, Cyclophosphamide...

### Médicaments tératogènes utilisables en cours de grossesse en l’absence d’alternative thérapeutique plus sûre
- Lithium
- Carbimazole
- anticoagulants oraux (AVK) : Warfarine, Acénocoumarol, Fluindione
- Certains antiépileptiques : Carbamazépine, Phénobarbital, Topiramate

### Les médicaments formellement contre-indiqués pendant la grossesse
- inhibiteurs de l’enzyme de conversion (IEC) et antagonistes de l’angiotensine 2 : Captopril, Énalapril, Losartan...